# Desiderio (religioso)
Desiderio (Benevento, 273 circa – Pozzuoli, 19 settembre 305) è stato un religioso italiano. Lettore della chiesa beneventana, fu uno dei sette "martiri puteolani".
Desiderio è uno dei sette cosiddetti martiri puteolani - assieme ai santi Acuzio, Eutiche, Festo, Gennaro, Procolo e Sossio - che furono decapitati nel 305 durante le persecuzioni nei confronti dei cristiani volute dall'imperatore Diocleziano. Tra loro va ricordato il vescovo di Benevento Gennaro, santo patrono di Napoli, che insieme agli altri sei compagni di fede fu condannato alla decapitazione presso il Forum Vulcani, la Solfatara di Pozzuoli.

## Agiografia
Di origine beneventana, fu il lettore del vescovo Gennaro, ed ebbe l'appoggio del diacono Festo. Quando il vescovo Sossio di Miseno - amico di Gennaro - venne arrestato, lui, Gennaro e Festo accorsero per assisterlo e confortarlo. Ma vennero arrestati anche loro. Dopo di essi furono catturati Procolo di Pozzuoli e i giovani laici Eutichete e Acuzio. Dopo varie torture, il 19 settembre 305, sulla Solfatara di Pozzuoli, venne spiccata loro la testa.

## Culto
Il Martirologio Romano aveva fissato la sua ricorrenza il 19 settembre, ora spostata al 7 settembre.

### Reliquie
In quanto alle reliquie, nella notte tra il 19 e il 20 settembre 305, alcuni cristiani portarono a seppellire i corpi dei martiri, in un campo lì vicino, detto Agro Marciano. Poi le reliquie furono  traslate dapprima nella Cattedrale di Benevento poi nel Santuario di Montevergine assieme a quelle del diacono Festo.
| Controllo di autorità | VIAF (EN) 192159474326027662801 · BAV 495/158733 |